# Pierre-Béranger Biscaye
 (septembre 2013).
Pierre-Béranger Biscaye (né en 1944), est un poète français du XXe siècle.

## Biographie
Pierre-Béranger Biscaye est né à Rodez en 1944. Il a enseigné les lettres en Tunisie, puis en Bretagne, dans le Morbihan.
Poète discret, il publie des petits livres eux-mêmes discrets. Il est l'auteur d'une œuvre poétique abondante, dont on peut citer "Aquarelles les jeunes feuilles", publié en 1968 par la Jeune Force poétique française de Michel-Georges Micberth, et "Klee pour la poésie : parcimonieusement garni de feuilles" (1991), recueil de poèmes sur des tableaux de Paul Klee.

## Œuvre
- Les glaciers mauves du paradis, éd. P.-J. Oswald, Honfleur, 1966, [présentation en ligne], 77 pages
- Aquarelles les jeunes feuilles, publié par Mic Berthe, Tours, 1968, [présentation en ligne], 26 pages
- Cérigo, éd. Encres vives, 1970, [présentation en ligne], 24 pages
- La nouvelle poésie française, poèmes de Pierre-Bérenger Biscaye, Robert Champigny et Jean-Louis Depierris, Paris, librairie Saint-Germain-des-Prés, 1971, [présentation en ligne], 111 pages
- Nuit de basalte, éd. Club du Poème, 1972, [présentation en ligne], 48 pages
- Tozeur, Paris, librairie Saint-Germain-des-Prés, 1974, [présentation en ligne], 30 pages
- Kokoro, éd. Le Dé bleu, 1976, [présentation en ligne], 20 pages
- Saint-Judas, œuvre théâtrale publiée par P.-J. Oswald, 1977, [présentation en ligne]
- Le Vert immobile. éd. L. Dubost, Chaillé-sous-les-Ormeaux, 1978, [présentation en ligne], 37 pages, illustré par Jean-Pierre Conche
- L’Anémone lumière, éd. revue Verso, 1980, [présentation en ligne] ; 2e éd. Curandera, 1983, [présentation en ligne], 55 pages
- Anthologie, éd. Le dé bleu, 1981, [présentation en ligne], 42 pages
- Laconiques, éd. Le pré de l’âge, 1984, [présentation en ligne]
- Paysages intimes du cadastre, éd. Subervie, 1986, [présentation en ligne], 36 pages
- Avenue des quinze arbres, éd. Traces, 1986, [présentation en ligne], 15 pages
- Always, éd. Multiples, 1987, [présentation en ligne]
- Mon paradis perdu, éd. Le pré de l’âge, 1987, [présentation en ligne]
- Éphémérides de Rodez, éd. La nouvelle proue, 1987, [présentation en ligne], 31 pages
- Au-dessus du pays, éd. Les carnets des libellules, 1988, [présentation en ligne]
- Feuille en pleine Lumière, éd. La nouvelle proue, 1988, [présentation en ligne]
- Petite maison du dimanche, éd. L’arbre à paroles, 1989, [présentation en ligne]
- Dans la douceur du jour, éd. Traces, 1991, [présentation en ligne]
- Idole féminine, éd. Les carnets des libellules, 1991, [présentation en ligne]
- Plus près du cœur d’Esprels : Näher am Herzen von Esprels, éd. bilingue Verlag Im Wald, 1991, [présentation en ligne], 124 pages, traduction allemande de Rugiger Fisher
- Klee pour la poésie : parcimonieusement garni de feuilles, Bordeaux, Presses universitaires, 1991, [présentation en ligne], 571 pages
- Traduit du visible, éd. Le dé bleu, Chaillé-sous-les-Ormeaux, 1991, [présentation en ligne], 89 pages,  postface de Daniel Bergez

## Pour approfondir